# Rick Prelinger

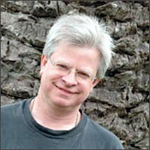
Rick Prelinger

Rick Prelinger  (Washington D.C., 1953) is een Amerikaans auteur, archivaris, producent en filmregisseur. Hij is het best bekend als de stichter van de Prelinger Archives, een collectie bestaand uit meer dan 6.000 reclame-, educatieve, promotie-, bedrijfs- en amateurfilmpjes. Door zijn omvang kan dit een van de grootste collecties van gratis herbruikbaar historisch bewegend beeldmateriaal ter wereld genoemd worden. Prelinger kwam in het bezit van deze films nadat hij 20 jaar in de Amerikaanse Library of Congress had gewerkt. Een deel van die filmpjes heeft hij gedoneerd aan het Internet Archive. Deze filmpjes behoren tot het publiek domein, omdat zij nooit geregistreerd zijn voor auteursrecht. 
Andere filmpjes zijn door Prelinger uitgebracht op DVD. Veel daarvan zijn ook verwerkt in zijn documentaire Panorama Ephemera.

## Film
- Panorama Ephemera (2004)

## Boek
- The Field Guide to Sponsored Films (2007)